# Sanningasoq

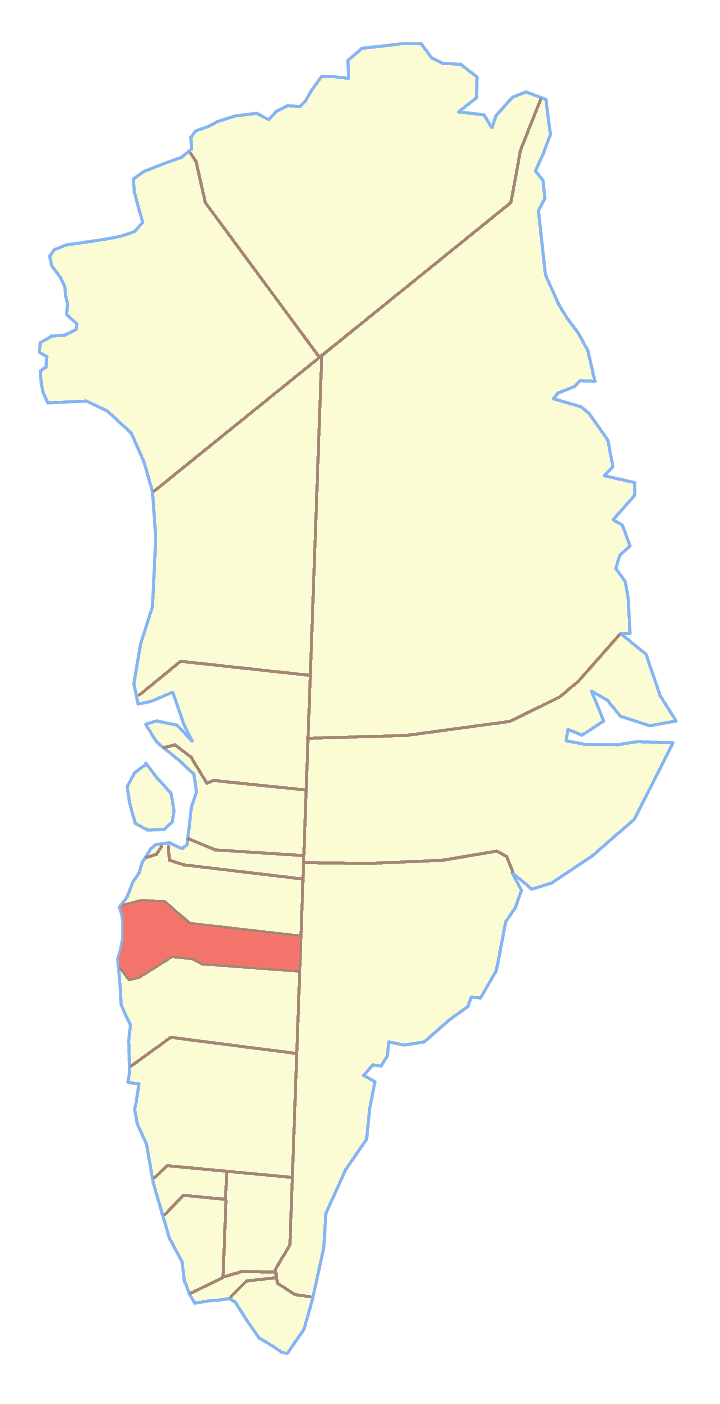
Ex comune di Sisimiut, dove si trovava il Sanningasoq

Il Sanningasoq è un lago della Groenlandia. Si trova presso Kangerlussuaq, a 67°05'N 50°35'O; appartiene al comune di Queqqata.